# Marc Lemay
Pour les articles homonymes, voir Lemay.
Marc Lemay, né le 4 avril 1951 à Amos (Québec), est un avocat et homme politique canadien.
Il se distingue notamment, avant sa carrière politique, comme artisan du cyclisme, tant au niveau régional, national qu'international. Il représente la circonscription d'Abitibi—Témiscamingue à la Chambre des communes sous la bannière du Bloc québécois, occupant la fonction des élections fédérales de 2004 jusqu'aux élections fédérales de 2011. Il est porte-parole de son parti pour les Affaires indiennes et le Nord canadien de 2006 à 2011.

## Biographie

### Formation
Marc Lemay obtient une licence en droit (LL.L.) de l'Université Laval en 1974. Il entre au Barreau du Québec en 1975. Durant ses études universitaires, il milite pour la cause étudiante, notamment dans le cadre de trois grèves et comme représentant des résidents du Pavillon Moraud.

### Cyclisme

#### Responsabilités
Après avoir participé à quelques compétitions de cyclisme dans sa jeunesse, Marc Lemay s'implique comme organisateur et comme responsable. Directeur technique du Tour de l'Abitibi de 1979 à 1981, il devient rapidement président de la Fédération cycliste du Québec (1980-1981), puis de l'Association cycliste du Canada (de 1981 à 1992). Il est membre du Conseil d'administration du Comité olympique canadien de 1982 à 1992. Au niveau international, il est président de la Commission du vélo de montagne de l'Union cycliste internationale de 1990 à 2002. Tout au long de ces années, il occupera aussi diverses fonctions au sein d'organismes liés au sport canadien et au cyclisme international. En novembre 2021, il est nommé au poste de président du Collège arbitral de l'Union cycliste internationale.

#### Principales réalisations
Durant sa carrière d'organisateur sportif, Marc Lemay a pu se porter à la défense de la place du français au sein des organisations sportives du Canada, notamment à son arrivée comme premier francophone membre de l'Association cycliste canadienne,. Il fera aussi la promotion des épreuves québécoises de vélo de montagne et de cyclisme sur route.
Au niveau international, sa plus grande réalisation demeure l'inclusion du vélo de montagne comme discipline olympique, à l'occasion des Jeux olympiques d'Atlanta de 1996. En 2023, le magazine Cycling Canada l'identifie comme étant parmi les neuf figures les plus influentes du cyclisme canadien.

## Distinctions
- Administrateur par excellence, Gala du Mérite sportif québécois, en 1981;
- Administrateur de l'année au Canada, Gala des Grands prix Air Canada du sport amateur, en 1991;
- Administrateur par excellence, Gala du Mérite sportif québécois, en 1994;
- Prix "bâtisseur du dernier quart de siècle" en cyclisme, Gala de Sports-Québec, en 1997;
- Temple de la renommée du cyclisme québécois, catégorie Bâtisseur, en 1999;
- Mérite de l'Union cycliste internationale, en 2001.
- Introduction au Temple de la Renommée de L'Association Olympique Canadienne 2010
- Temple de la renommée de Cyclisme Canada 2015
- Temple de la renommée du Tour Cycliste de L'Abitibi 2018
- Récipiendaire de la médaille du lieutenant-gouverneur pour mérite exceptionnel sept.2020
- Récipiendaire du prix Yvon Dufour-Lucille Plamondon Au Gala Élite de la Chambre de commerce D'Amos mai 2023

## Droit
Parallèlement à son implication au sein des instances cyclistes et sportives, Marc Lemay poursuit une carrière d'avocat au Centre communautaire juridique de l'Abitibi-Témiscamingue, à Rouyn-Noranda, de 1975 jusqu'à son élection en 2004. En 1994, il devient le premier récipiendaire du l'Ordre du Mérite du Barreau de l'Abitibi-Témiscamingue. De 2002 à 2004, il occupe aussi la fonction de bâtonnier de ce barreau. Après sa défaite à l'élection de 2012, il retourne à la pratique du droit pour le cabinet Daoust Parayre avocats. Il est réélu bâtonnier de son Barreau de 2015 à 2017
Élu vice-président du Barreau du Québec de 2017 à 2019.
Récipiendaire du Mérite de L'Association des avocats et avocates de province 2019

## Politique

### Élections
Me Lemay se porte pour la première fois candidat du Bloc québécois dans la circonscription électorale d'Abitibi—Témiscamingue lors de l'élection fédérale de 2004. Il défait alors le député libéral sortant, Gilbert Barrette, par près de 12 000 voix. Deux ans plus tard, lors de l'élection générale de 2006, il porte sa majorité à 14 000 voix sur sa plus proche rivale, la conservatrice Marie-Josée Carbonneau. Lors de la dernière campagne électorale, il devance Gilbert Barrette, qui tente un retour, encore par près de 12 000 voix.
Lors de l'élection fédérale de 2011, il est battu par Christine Moore, du Nouveau Parti démocratique.

### Chambre des communes
Il occupe le poste de porte-parole du Bloc québécois en matière de Sport de son élection jusqu'en février 2006, alors qu'il devient critique en matière d'Affaires indiennes et du Nord canadien. Depuis sa première élection, il a siégé sur plusieurs comités permanents, sous-comités, ou comités législatifs.
1re session, 38e Législature
- Comité permanent du Patrimoine canadien;
- Comité permanent de la justice, des droits de la personne, de la sécurité publique et de la protection civile;
  - Sous-comité sur le processus de nomination à la magistrature fédérale;
- Comité législatif chargé du projet de loi C-38.

1re session, 39e Législature
- Comité permanent des affaires autochtones et du développement du Grand Nord;
  - Sous-comité du programme et de la procédure;
- Comité législatif chargé du projet de loi C-35[9];
- Comité législatif chargé du projet de loi C-27[10].

2e session, 39e Législature
- Comité permanent des affaires autochtones et du développement du Grand Nord;
  - Sous-comité du programme et de la procédure.

2e session, 40e Législature
- Comité permanent des affaires autochtones et du développement du Grand Nord;
  - Sous-comité du programme et de la procédure;
- Comité permanent de la justice et des droits de la personne.

## Archives
Le fonds d'archives de Marc Lemay est conservé au centre d'archives de Rouyn de la Bibliothèque et Archives nationales du Québec.